# Fantasy-Jahr 2010
Übersicht

◄◄ | ◄ | 2006 | 2007 | 2008 | 2009 | Fantasy-Jahr 2010 | 2011 | 2012 | 2013 | 2014 | ► | ►►

Weitere Ereignisse

## Ereignisse
- 24. Fantasy Filmfest 17. August 2010 – 9. September 2010 für jeweils für eine Woche in den Städten München, Stuttgart, Berlin, Nürnberg, Hamburg, Köln, Frankfurt und Hannover